# John Milius
John Milius (11. travnja 1944.) je američki filmski i televizijski redatelj, scenarist i producent, poznat kao jedan od najistaknutijih predstavnika tzv. Novog Hollywooda. Poznat je po režiji filmova kao što su Vjetar i lav, Dan velikih valova, Conan Barbarin, Crvena zora i Pozdrav kralju, te autor scenarija za Apokalipsu danas i prva dva filma iz serijala o Prljavom Harryju.

## Vanjske poveznice
- John Milius' filmography